# 乌罗什·普拉夫希奇
乌罗什·普拉夫希奇（1998年12月22日—），生于查查克，塞尔维亚男子篮球运动员，场上位置是中锋，曾代表国家获得2024年夏季奥林匹克运动会男子五人制项目铜牌。